# ساكي السفلي (شمس أباد)
ساکي السفلی (بالفارسية: ساکی سفلی) هي قرية تقع في إيران في مركزي. يقدر عدد سكانها بـ 110 نسمة بحسب إحصاء 2016.